# Миньков, Георгий Алексеевич
Гео́ргий Алексе́евич Минько́в (4 мая 1925, Арзамас — 14 мая 2013, Москва) —почётный полярник, участник первой Советской Антарктической экспедиции.

## Биография
Родился 4 мая 1925 года в Арзамасе Нижегородской губернии в семье фельдшера. В 1929 году переехал с родителями в село Саконы Ардатовского района, куда его отец получил назначение на работу. В 1939 году окончил 7 классов Саконской неполной средней школы, через год — восьмой класс в Перевозском районе. Следующий год работал в хозяйстве отца и готовился к поступлению в техникум. Ещё в школе увлёкся радиолюбительством, самостоятельно собрал радиопередатчик, по которому связывался с другими радиолюбителями во многих городах СССР. За это был арестован НКВД, но был освобождён до суда.
После начала Великой Отечественной войны не подлежал призыву как не достигший совершеннолетия, однако приписал себе два года, после чего призван в армию и направлен на курсы радистов в Елабугу. Завершив обучение, находился в боевых частях в качестве радиста, затем старшего радиста и начальника радиостанции на базе автомобиля ГАЗ-АА. Принимал участвовал в боевых действиях Юго-Западного фронта, на Курской дуге, при освобождении Белоруссии и штурме Кёнигсберга. Был награждён орденами и медалями, войну закончил в звании гвардии старшины. После окончания войны продолжал службу в качестве стрелка-радиста бомбардировщика. Демобилизован в 1948 году.
Ещё во время службы завязал переписку с полярником-радистом станции «Северный полюс-1» Эрнестом Теодоровичем Кренкелем. После увольнения в запас при посредничестве Кренкеля был принят в качестве радиста для работы в полярных экспедициях. Сперва работал в течение года вторым радистом на мысе Биллингса, затем два года на мысе Шелагском (оба на Чукотке). С 1953 по 1955 годы — начальник ионосферной станции на Земле Франца-Иосифа. С 1955 по 1957 годы — метеоролог первой Советской Антарктической экспедиции, участник основания антарктической базы Мирный. С 1959 по 1973 годы в качестве бортрадиста полярной авиации Северного морского пути занимался ледовой разведкой, доставкой грузов в арктической зоне, проводкой кораблей.
В 1973 году вышел на пенсию, после чего проживал в Москве. В течение 19 лет лет одновременно работал инженером по ремонту аппаратуры Тушинского телефонного узла. Скончался 14 мая 2013 года.

## Награды
Награждён следующими орденами и почётными званиями:
- Орден Красной Звезды
- Орден Красного Знамени
- Орден Отечественной войны II степени
- медаль «За боевые заслуги»
- медаль «За победу над Германией в Великой Отечественной войне 1941—1945 гг.»
- Почётный полярник
- Почётный работник морского флота СССР